# Simulium azorense
Simulium azorense är en tvåvingeart som först beskrevs av Carlsson 1963.  Simulium azorense ingår i släktet Simulium och familjen knott. Inga underarter finns listade i Catalogue of Life.